# ذيل الفأر الجنوبي
ذيل الفأر الجنوبي (الاسم العلمي:Myosurus australis)  هو نوع من النباتات يتبع جنس ذيل الفأر من الفصيلة الحوذانية.
سمي هذا النوع بالجنوبي (باللاتينية: australis) نسبة إلى النصف الجنوبي للكرة الأرضية.